# Aratula
Aratula is een plaats in de Australische deelstaat Queensland en telt 386 inwoners (2006).

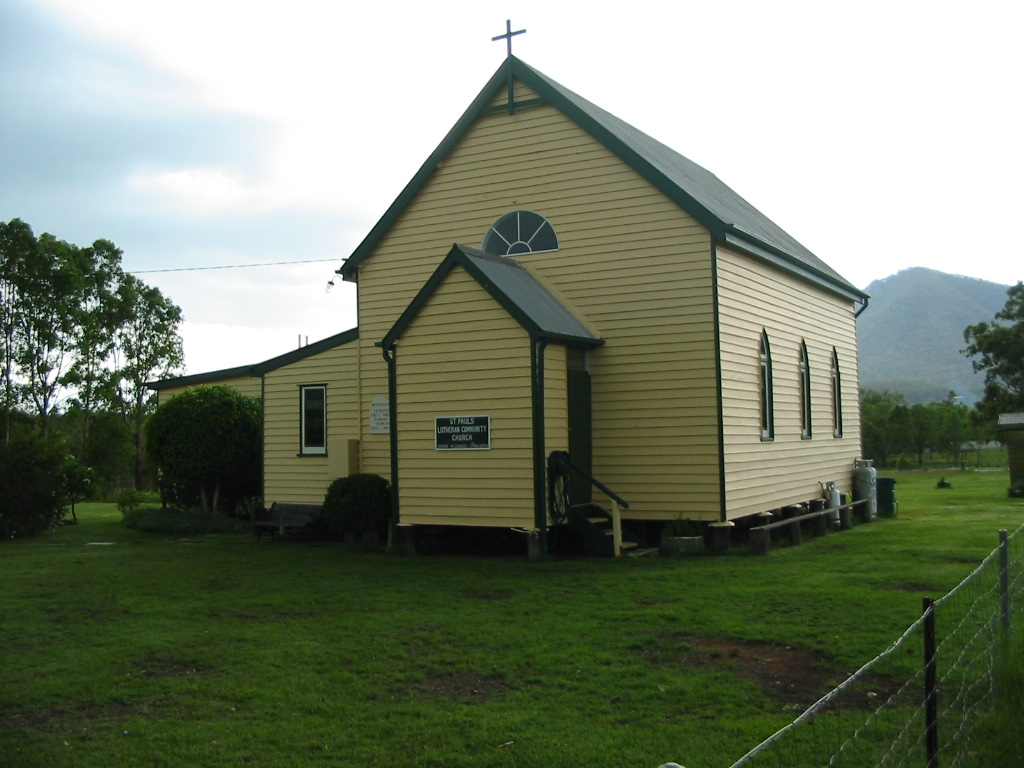
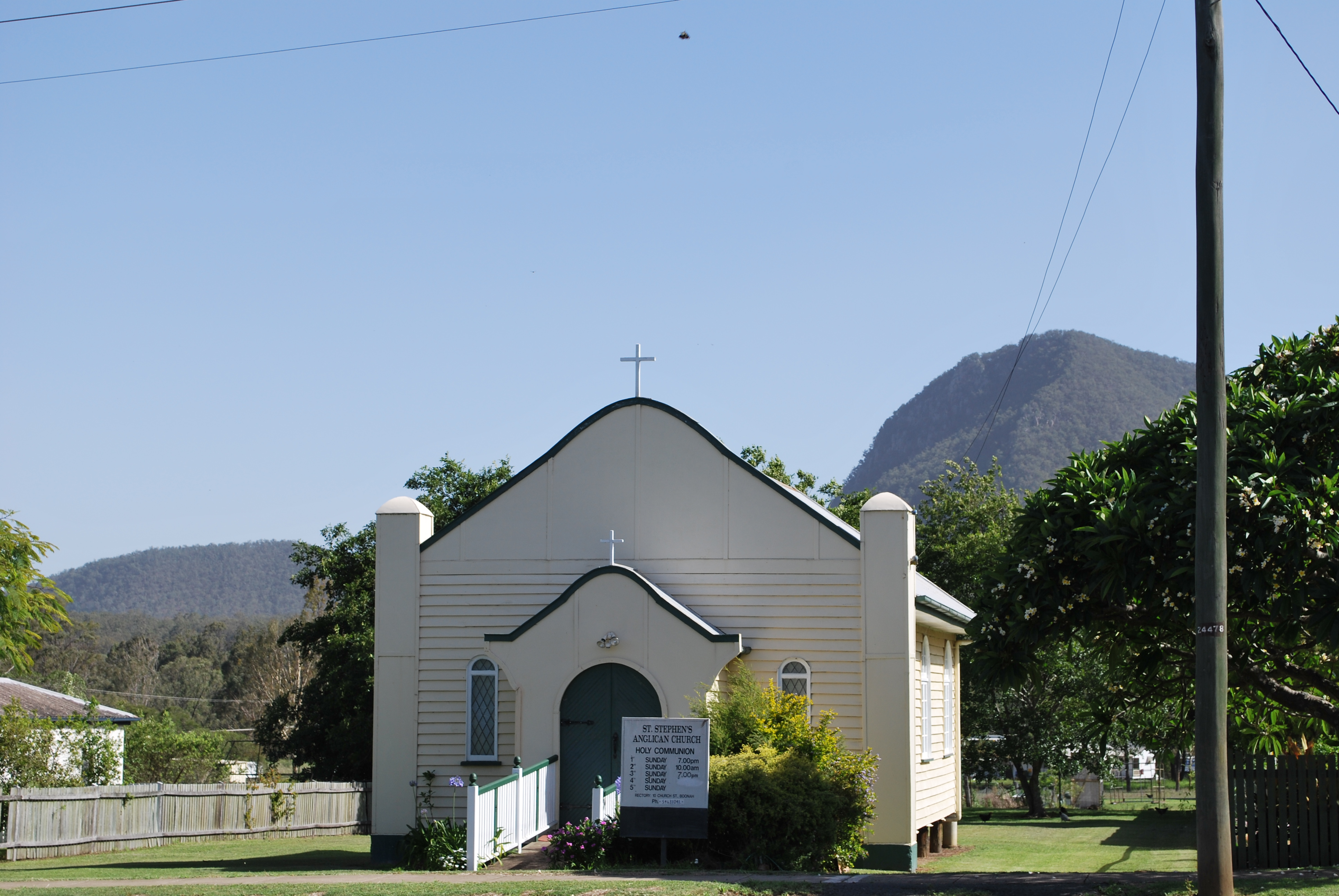